# Redange (cantão)
Redange é um cantão de Luxemburgo e está dividido em dez comunas.
- Beckerich
- Ell
- Grosbous
- Préizerdaul
- Rambrouch
- Redange
- Saeul
- Useldange
- Vichten
- Wahl